# Catê
Marco Antônio Lemos Tozzi, meglio noto come Catê (Cruz Alta, 7 novembre 1973 – Ipê, 27 dicembre 2011), è stato un calciatore brasiliano, di ruolo attaccante.

## Biografia
Il 27 dicembre 2011, all'età di 38 anni, è morto in un incidente stradale che ha coinvolto la sua Fiat Uno e un autocarro dopo uno scontro frontale a Ipê nel Rio Grande do Sul.

## Carriera

### Club
Dopo un lungo peregrinare fra prestigiose formazioni brasiliane (Grêmio, San Paolo e Cruzeiro), senza tuttavia mai riuscire ad imporsi da titolare, emigrò in Cile nelle file dell'Universidad Católica, dove si mise in luce come una mezzala fantasiosa e tecnica. Notato degli osservatori della Sampdoria, venne ingaggiato dalla formazione ligure nell'estate 1998. L'annata si concluse con la retrocessione in Serie B. In quella stagione disputò 15 incontri in Serie A realizzando solo una rete nel successo interno contro il Venezia; inoltre mise a segno un gol nella gara d'andata del secondo turno della Coppa Intertoto 1998 contro gli slovacchi del Tauris Sobota.
Dopo aver disputato altre 2 partite in Serie B con la Sampdoria, nel 2000 fece ritorno in Brasile, nel prestigioso club carioca del Flamengo, ma nel 2001 si trasferì negli Stati Uniti d'America, nelle file del New England Revolution dove disputò un'ottima annata con 22 presenze e 8 reti nella Major League Soccer.
In seguito ha giocato per 15 de Novembro, Grêmio Esportivo Glória, Unión Atlético Maracaibo, Club Deportivo Palestino, Clube do Remo, Clube Esportivo de Bento Gonçalves e Brusque Futebol Clube, con cui concluse la carriera agonistica nel 2008.

### Nazionale
Fu fra i protagonisti della vittoria del Brasile al campionato del mondo Under-20 1993.

## Statistiche

### Cronologia presenze e reti in nazionale
| Cronologia completa delle presenze e delle reti in nazionale ― Brasile under 20 | Cronologia completa delle presenze e delle reti in nazionale ― Brasile under 20 | Cronologia completa delle presenze e delle reti in nazionale ― Brasile under 20 | Cronologia completa delle presenze e delle reti in nazionale ― Brasile under 20 | Cronologia completa delle presenze e delle reti in nazionale ― Brasile under 20 | Cronologia completa delle presenze e delle reti in nazionale ― Brasile under 20 | Cronologia completa delle presenze e delle reti in nazionale ― Brasile under 20 | Cronologia completa delle presenze e delle reti in nazionale ― Brasile under 20 |
| Data                                                                            | Città                                                                           | In casa                                                                         | Risultato                                                                       | Ospiti                                                                          | Competizione                                                                    | Reti                                                                            | Note                                                                            |
| ------------------------------------------------------------------------------- | ------------------------------------------------------------------------------- | ------------------------------------------------------------------------------- | ------------------------------------------------------------------------------- | ------------------------------------------------------------------------------- | ------------------------------------------------------------------------------- | ------------------------------------------------------------------------------- | ------------------------------------------------------------------------------- |
| 7-3-1993                                                                        | Adelaide                                                                        | Brasile under 20                                                                | 0 – 0                                                                           | Arabia Saudita under 20                                                         | Mondiali Under-20 1993 - 1º turno                                               | -                                                                               | 80’                                                                             |
| 9-3-1993                                                                        | Adelaide                                                                        | Messico under 20                                                                | 1 – 2                                                                           | Brasile under 20                                                                | Mondiali Under-20 1993 - 1º turno                                               | -                                                                               | 88’                                                                             |
| 11-3-1993                                                                       | Adelaide                                                                        | Norvegia under 20                                                               | 0 – 2                                                                           | Brasile under 20                                                                | Mondiali Under-20 1993 - 1º turno                                               | -                                                                               |                                                                                 |
| 14-3-1993                                                                       | Adelaide                                                                        | Brasile under 20                                                                | 3 – 0                                                                           | Stati Uniti under 20                                                            | Mondiali Under-20 1993 - Quarti di finale                                       | -                                                                               |                                                                                 |
| 17-3-1993                                                                       | Melbourne                                                                       | Australia under 20                                                              | 0 – 2                                                                           | Brasile under 20                                                                | Mondiali Under-20 1993 - Semifinale                                             | 1                                                                               |                                                                                 |
| 20-3-1993                                                                       | Sydney                                                                          | Ghana under 20                                                                  | 1 – 2                                                                           | Brasile under 20                                                                | Mondiali Under-20 1993 - Finale                                                 | -                                                                               | 60’                                                                             |
| Totale                                                                          |                                                                                 | Presenze                                                                        | 6                                                                               |                                                                                 | Reti                                                                            | 1                                                                               |                                                                                 |

## Palmarès

### Competizioni internazionali
- Coppa Libertadores: 2

San Paolo: 1992, 1993
- Coppa CONMEBOL: 1

San Paolo: 1994